# Kakavaberd
Kakavaberd (en armeni: Կաքավաբերդ) conegut també com a Gueghí Berd (en armeni: Գեղի բերդ), és una fortalesa situada en un pujol amb vista a la gola del riu Azat en la Reserva de l'Estat Khosrov a la província de Ararat d'Armènia. Es troba a 1.516 metres sobre el nivell del mar.

## Història
La fortalesa va ser esmentada per primera vegada per Hovhannes Draskhanakerttsi entre els segles IX al X en la seva Història d'Armènia com controlada per la noble família armènia Bagratuní. Va escriure que l'any 924, després de perdre una batalla en el llac Sevan, el comandant i cap de Bashir va passar a atacar la fortalesa de Kakavaberd, però va ser derrotat per Gevorg Marzpetuni. 1 El mateix esdeveniment es registra al llibre Armènia and the Armenians (1874) de James Issaverdens, on va deixar dit: 
| « | Bashir va enfurismar per aquest fracàs de la seva expedició, i va marxar contra la fortalesa de Kegh, on es va decidir la seva venjança. Però George el Marzbedunian estava allà amb els seus pocs seguidors, per tant, va fer una càrrega contra les tropes de Bashir, marcant el seu progrés per munts de morts. El cavall de Bashir tenia les potes trencades, tanmateix, va tractar amb dificultats efectuar el seu escapament, seguit per les seves tropes. Però els seguidors de George també es van reduir força i es van veure obligats a suspendre els seus esforços. A partir d'això, els habitants de Kegh i d'altres fortaleses, van tenir por de les operacions futures de Bashir i es van refugiar en altres llocs. Bashir, en sentir això, va prendre possessió d'elles. | » |

Al segle xi va pertànyer a la família Pahlavuni i en l'els segles xii i xiii a la família Proshyan –d'on prové el nom d'una propera ciutat–. L'última vegada que s'esmenta Kakavaberd, és quan l'any 1224 després de perdre una batalla que va tenir lloc prop de Garni, Ivane Zakarian va trobar refugi allí. L'historiador armeni Muratsan (1854-1908), va esmentar la fortalesa en Gevorg Marzpetuni (1896), una novel·la històrica ambientada en l'Armènia del segle x.

## Descripció
Les parets fortificades de Kakavaberd estan ben conservades i corona una cresta dins de la Reserva de l'Estat Khosrov. És inaccessible des de tres dels seus costats pel seu terreny escarpado. Les torres en el costat nord-est mesuren entre 8 i 10 metres d'altura i el seu murs són d'un espessor d'entre 2 i 2,5 metres. Dins de la fortalesa es troben les ruïnes d'una església i altres estructures.

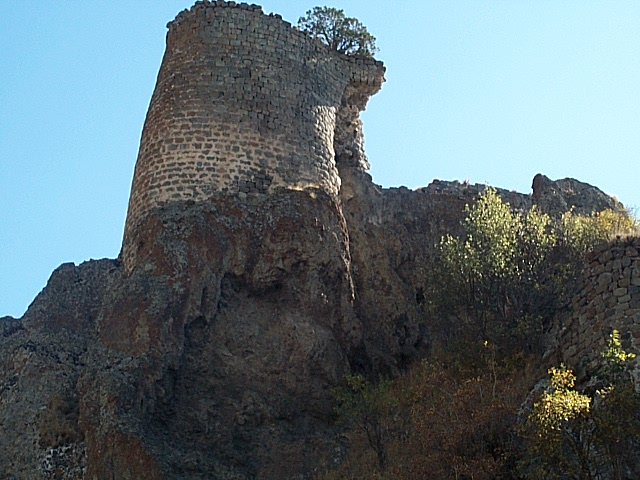
Torre de la fortalesa.
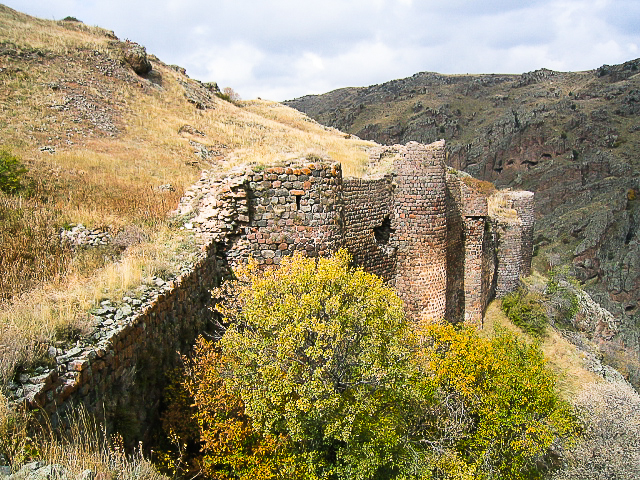
Vista del amurallament.
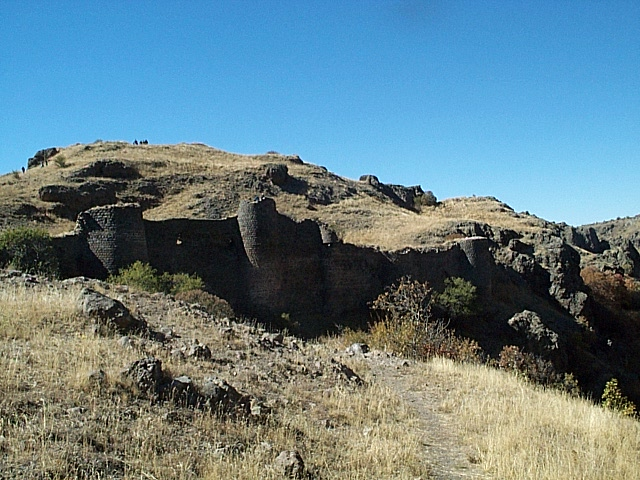
Restes sobre parets escarpadas.
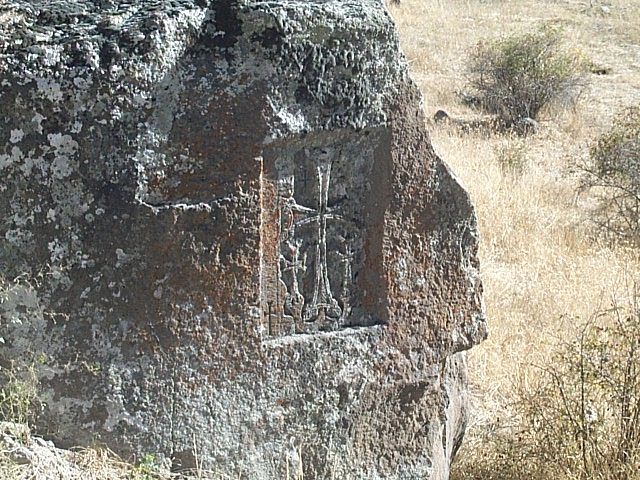
Inscripcions en les roques de Kakavaberd.